# Porc (viande)
Cet article concerne la viande de porc. Pour l'article portant sur l'animal, voir Porc.

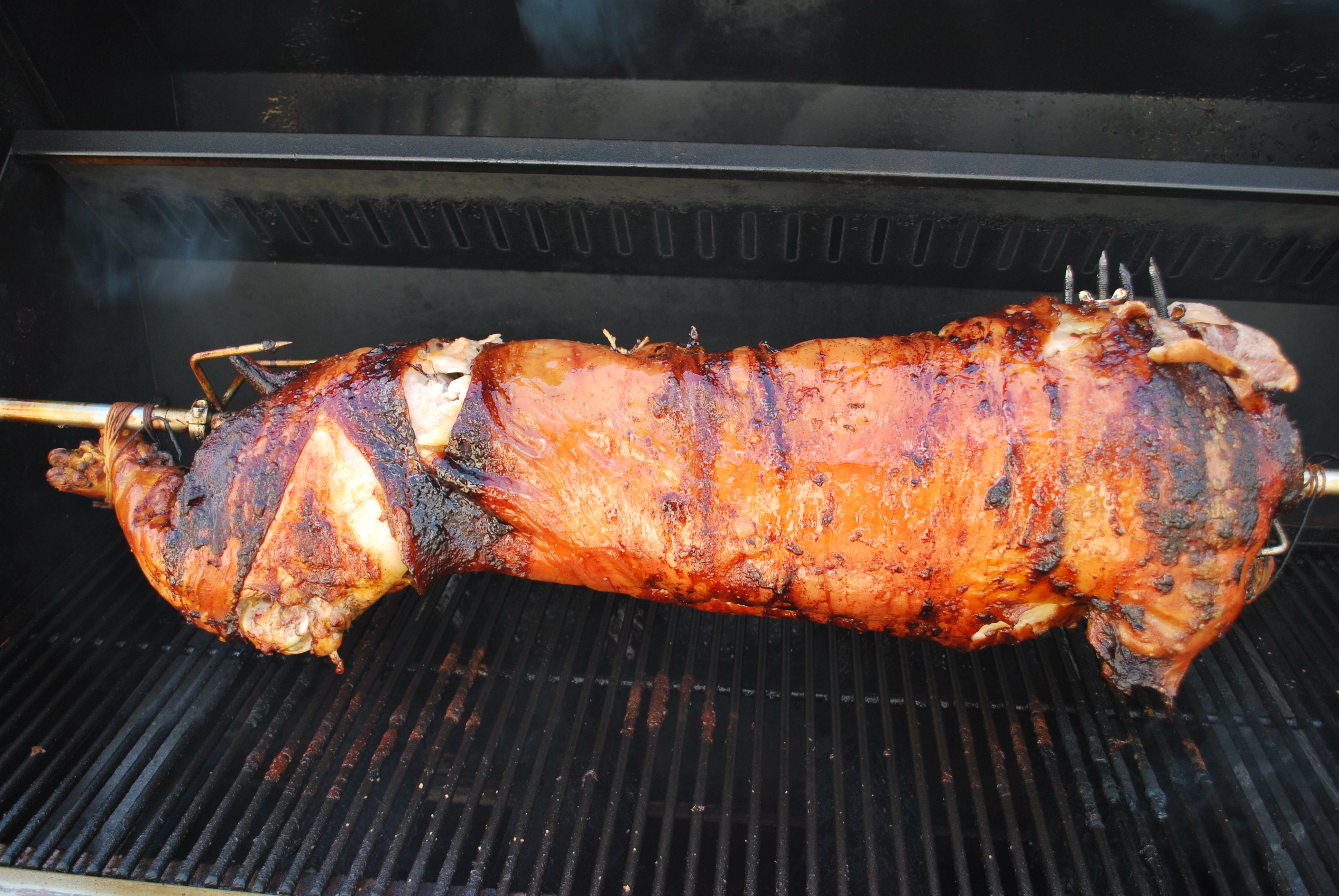
Cochon cuit lentement à la rôtissoire.

La viande de porc est la viande tirée d'un animal, le porc (Sus domesticus), membre de la famille des Suidae (Porcins) qui est issu de la domestication du Sanglier (Sus scrofa), qui est une viande de consommation courante dans de nombreux pays et qui fait l'objet de nombreuses préparations et spécialités culinaires. Elle fait l'objet d'un interdit alimentaire dans certaines religions, en particulier dans les religions juive et musulmane, ou encore dans trois des Églises chrétiennes. D'anciens risques sanitaires furent peut-être à l'origine de ces interdits (voir l'article « Ténia »). Ces risques sont aujourd'hui répertoriés et éliminés dans tous les pays développés par des régulations.

## Production, distribution et consommation

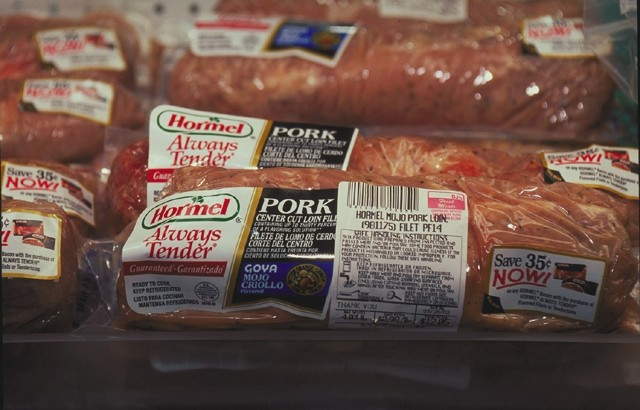
Filets de porc vendus sous vide.

### Traçabilité en France
En France, la traçabilité de la viande porcine est assurée dès l'exploitation de naissance des animaux. Chaque porcelet se voit attribuer un numéro d'identification présent soit sur une boucle jaune à l'oreille, soit sur les quatre pièces principales de la carcasse (jambon, épaule, longe et filet). Ce numéro est ensuite reporté sur l'étiquette du produit vendu au consommateur.
En avril 2015, l'obligation d'étiquetage de l'origine a été étendue aux viandes de porc, de mouton et de volaille. Les professionnels des filières viandes et œufs françaises ont alors lancé une nouvelle signature « Viandes et Œufs de France » qui garantit origine et traçabilité. Le logo Viandes et Œufs de France assure au consommateur que la viande et les œufs sont issus d’animaux nés, élevés, abattus, découpés et transformés en France.

### Consommation
Le porc est la viande la plus consommée au monde (avec toutefois de grandes différences locales), et compte pour 38 % de la production mondiale de viande. Un peu plus de trois tonnes en sont produites par seconde dans le monde, majoritairement en Chine populaire, aux États-Unis et dans l'Union européenne.
Principaux pays producteurs en 2018
| 1                | Chine      | 54.037.400 |
| 2                | États-Unis | 11.942.965 |
| 3                | Allemagne  | 5.369.944  |
| 4                | Espagne    | 4.530.474  |
| 5                | Vietnam    | 3.816.414  |
| 6                | Brésil     | 3.787.660  |
| 7                | Russie     | 3.744.170  |
| 8                | France     | 2.166.417  |
| 9                | Canada     | 2.142.283  |
| 10               | Pologne    | 2.135.800  |
| Source : FAOSTAT |            |            |

## Aspect culinaire
Pratiquement toutes les parties du porc peuvent être valorisés en cuisine, non seulement les muscles, mais encore les abats, la tête, les pieds... En France, il existe d'ailleurs un adage selon lequel « dans le cochon, tout est bon », expression attribuée à Brillat-Savarin. Ceci explique pourquoi de nombreuses cultures élèvent cet animal pour le consommer, et ont mis au point des traditions culinaires parfois très élaborées, y compris pour la conservation (charcuterie, confits), mais aussi certaines pratiques sociales au moment de la mise à mort, événement souvent festif, notamment en Europe.

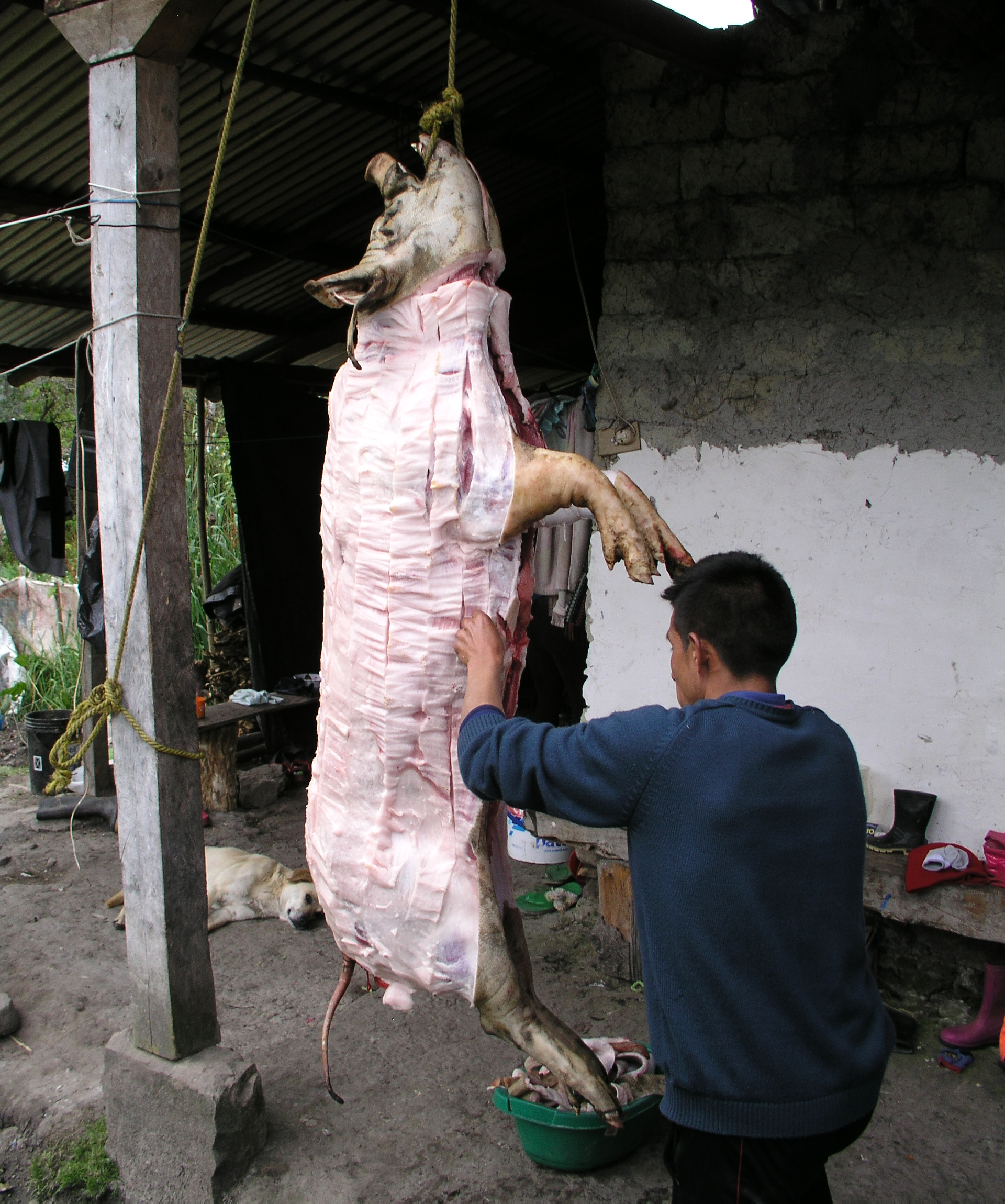
Découpe de la couenne sur un cochon, Granada, Chachapoyas, Pérou.

La viande de porc se prête à la préparation de nombreux mets ; marinée ou non, elle peut être rôtie, grillée, braisée, poêlée, et intervient dans la préparation de diverses charcuteries (en particulier, les jambons).
Le porc fournit également sa graisse, le saindoux, largement utilisé en cuisine. Sa peau échaudée puis flambée et raclée forme la couenne de porc qui est souvent utilisée pour confectionner gelée, jus, bouillon.

## Interdits religieux
Le porc est interdit à la consommation dans l'islam et le judaïsme. Chez les chrétiens, on notera que cet interdit est abrogé par Paul de Tarse dans son Épître aux Romains (chapitre 14, versets 14 à 23).
Romains 14:17-18 : 

« 17. En effet, le royaume de Dieu ne consiste pas en des questions de nourriture ou de boisson ; il est justice, paix et joie dans l’Esprit Saint.
18. Celui qui sert le Christ de cette manière-là plaît à Dieu, et il est approuvé par les hommes. »

Dans la Bible, l'apparence extérieure n'est pas mise en avant. Ce qui importe, selon les textes, c'est l'attitude intérieure. Ainsi, dans les Psaumes, traditionnellement attribués à David par les juifs et les chrétiens, il est dit qu'un cœur brisé et humble est ce qui trouve grâce auprès de Dieu.
Marc 7:18-19 : « Il (Jésus) leur dit : Vous aussi, êtes-vous donc sans intelligence ? Ne comprenez-vous pas que rien de ce qui du dehors entre dans l'homme ne peut le souiller ? Car cela n'entre pas dans son cœur, mais dans son ventre, puis s'en va dans les lieux secrets, qui purifient tous les aliments. »
Cependant, trois Églises chrétiennes l'interdisent également, à savoir l'adventisme, les chrétiens orthodoxes éthiopiens et érythréens, et les adeptes de l'Église kimbanguiste, principalement présente en Afrique centrale (particulièrement au Congo-Kinshasa). Les chrétiens de ces trois Églises représentent désormais 110 millions de personnes, soit 4 % de la population chrétienne mondiale, contre seulement 1 % en 1950.

### Judaïsme
L'interdit juif se fonde essentiellement sur deux passages de la Bible hébraïque (Tanakh), plus particulièrement de la Torah (ensemble formé par les cinq premiers livres de la Bible appelé « Pentateuque » par les chrétiens) :
- Lévitique 11:7-8 : « Vous ne mangerez pas le porc, qui a la corne fendue et le pied fourchu, mais qui ne rumine pas : vous le regarderez comme impur. Vous ne mangerez pas de leur chair, et vous ne toucherez pas leurs corps morts : vous les regarderez comme impurs. »
- Deutéronome 14:8 : « Vous ne mangerez pas le porc, qui a la corne fendue, mais qui ne rumine pas : vous le regarderez comme impur. Vous ne mangerez pas de leur chair, et vous ne toucherez pas leurs corps morts. »

### Islam
La consommation de porc est formellement interdit en islam, et ceci conformément à deux versets médinois du Coran :
- Sourate 5 (Al-Ma'ida), verset 3 : « Vous sont interdits la bête trouvée morte, le sang, la chair de porc, ce sur quoi on a invoqué un autre nom que celui d'Allah, la bête étouffée, la bête assommée ou morte d'une chute ou morte d'un coup de corne, et celle qu'une bête féroce a dévorée - sauf celle que vous égorgez avant qu'elle ne soit morte -. »
- Sourate 2 (Al-Baqara), verset 173 : « Certes, Il vous est interdit la chair d'une bête morte, le sang, la viande de porc et ce sur quoi on a invoqué un autre qu'Allah. Il n'y a pas de péché sur celui qui est contraint sans toutefois abuser ni transgresser, car Allah est Pardonneur et Miséricordieux. »

## Aspect sanitaire

### Vers
Traditionnellement, la viande de porc doit être cuite « à cœur » (très cuite) car une longue cuisson tue les vers parasites qui peuvent être présents dans les muscles de l'animal :
- le Ténia du porc, l'un des « vers solitaires » provoquant des tæniases avec douleurs abdominales, nausées ou encore troubles de l'appétit ;
- la Trichine provoquant la Trichinose, maladie qui peut aller (dans certains cas) jusqu'à provoquer le décès de la personne infectée.

Le porc infecté par ces parasites est appelé « ladre » depuis le XVIe siècle.
L'amélioration des conditions d'élevage industriel et des contrôles sanitaires font qu'il est possible, au XXIe siècle et dans certains pays, de manger de la viande de porc rosée, pour autant que la température interne de cuisson ait atteint 70 °C, ce qui implique idéalement l'utilisation d'un thermomètre de cuisine.

### Bactérie
Faute de stérilisation convenable, il peut apparaître, en particulier dans le jambon préparé de façon artisanale, une toxine pouvant être létale dans 5 à 10% des cas, Clostridium botulinum.

### Virus
Le cheptel français est très largement contaminé par le virus VHE de l'Hépatite E. On soupçonne une possible transmission par voie alimentaire à l'homme.